# دوق رايلي
دوق رايلي (بالإنجليزية: Duke Riley)‏ هو فنان أمريكي، ولد في 1972.

## وصلات خارجية
- الموقع الرسمي